# Norah Jones/Diskografie
Diese Diskografie ist eine Übersicht über die musikalischen Werke der US-amerikanischen Jazz- und Soulsängerin Norah Jones. Den Quellenangaben und Schallplattenauszeichnungen zufolge verkaufte sie bisher mehr als 53,8 Millionen Tonträger, davon alleine in ihrer Heimat über 27,2 Millionen. Ihre erfolgreichste Veröffentlichung ist das Debütalbum Come Away with Me mit über 27 Millionen verkauften Einheiten. In Deutschland verkaufte sich das Album laut Schallplattenauszeichnungen über 750.000 Mal, womit es das meistverkaufte Jazzalbum des Landes ist.

## Alben

### Studioalben
| Jahr | Titel Musiklabel                                 | Höchstplatzierung, Gesamtwochen, AuszeichnungChartplatzierungen (Jahr, Titel, Musiklabel, Platzierungen, Wochen, Auszeichnungen, Anmerkungen) | Höchstplatzierung, Gesamtwochen, AuszeichnungChartplatzierungen (Jahr, Titel, Musiklabel, Platzierungen, Wochen, Auszeichnungen, Anmerkungen) | Höchstplatzierung, Gesamtwochen, AuszeichnungChartplatzierungen (Jahr, Titel, Musiklabel, Platzierungen, Wochen, Auszeichnungen, Anmerkungen) | Höchstplatzierung, Gesamtwochen, AuszeichnungChartplatzierungen (Jahr, Titel, Musiklabel, Platzierungen, Wochen, Auszeichnungen, Anmerkungen) | Höchstplatzierung, Gesamtwochen, AuszeichnungChartplatzierungen (Jahr, Titel, Musiklabel, Platzierungen, Wochen, Auszeichnungen, Anmerkungen) | Anmerkungen                                                   |
| Jahr | Titel Musiklabel                                 | DE | AT | CH | UK | US | Anmerkungen                                                   |
| ---- | ------------------------------------------------ | --- | --- | --- | --- | --- | ------------------------------------------------------------- |
| 2002 | Come Away with Me Blue Note Records (EMI)        | DE2 ×5Fünffachgold · (142 Wo.)DE | AT2 ×2Doppelplatin · (101 Wo.)AT | CH2 ×3Dreifachplatin · (135 Wo.)CH | UK1 ×8Achtfachplatin · (152 Wo.)UK | US1 ×2Diamant + Doppelplatin · (164 Wo.)US | Erstveröffentlichung: 26. Februar 2002 Verkäufe: + 27.000.000 |
| 2004 | Feels Like Home Blue Note Records (EMI)          | DE1 ×3Dreifachplatin · (64 Wo.)DE | AT1 ×3Dreifachplatin · (53 Wo.)AT | CH1 ×3Dreifachplatin · (62 Wo.)CH | UK1 ×4Vierfachplatin · (48 Wo.)UK | US1 ×4Vierfachplatin · (71 Wo.)US | Erstveröffentlichung: 9. Februar 2004 Verkäufe: + 9.060.000   |
| 2007 | Not Too Late Blue Note Records (EMI)             | DE1 Platin · (32 Wo.)DE | AT1 ×2Doppelplatin · (22 Wo.)AT | CH1 ×2Doppelplatin · (34 Wo.)CH | UK1 Gold · (13 Wo.)UK | US1 ×2Doppelplatin · (34 Wo.)US | Erstveröffentlichung: 26. Januar 2007 Verkäufe: + 3.437.500   |
| 2009 | The Fall Blue Note Records (EMI)                 | DE3 Gold · (17 Wo.)DE | AT3 Gold · (25 Wo.)AT | CH1 Platin · (22 Wo.)CH | UK24 Gold · (6 Wo.)UK | US3 Platin · (25 Wo.)US | Erstveröffentlichung: 13. November 2009 Verkäufe: + 3.000.000 |
| 2012 | Little Broken Hearts Blue Note Records (EMI)     | DE3 (13 Wo.)DE | AT1 (17 Wo.)AT | CH1 (21 Wo.)CH | UK4 (4 Wo.)UK | US2 Gold · (26 Wo.)US | Erstveröffentlichung: 27. April 2012 Verkäufe: + 1.000.000    |
| 2016 | Day Breaks Blue Note Records (UMG)               | DE3 (14 Wo.)DE | AT2 Platin · (16 Wo.)AT | CH1 (14 Wo.)CH | UK9 (4 Wo.)UK | US2 (12 Wo.)US | Erstveröffentlichung: 7. Oktober 2016 Verkäufe: + 92.500      |
| 2020 | Pick Me Up Off the Floor Blue Note Records (UMG) | DE6 (7 Wo.)DE | AT2 (8 Wo.)AT | CH1 (12 Wo.)CH | UK47 (1 Wo.)UK | US87 (1 Wo.)US | Erstveröffentlichung: 12. Juni 2020                           |
| 2024 | Visions Blue Note Records (UMG)                  | DE7 (2 Wo.)DE | AT3 (5 Wo.)AT | CH3 (5 Wo.)CH | UK80 (1 Wo.)UK | US168 (1 Wo.)US | Erstveröffentlichung: 8. März 2024                            |

### Gemeinschaftsalben
| Jahr | Titel Musiklabel                                                                | Höchstplatzierung, Gesamtwochen, AuszeichnungChartplatzierungen (Jahr, Titel, Musiklabel, Platzierungen, Wochen, Auszeichnungen, Anmerkungen) | Höchstplatzierung, Gesamtwochen, AuszeichnungChartplatzierungen (Jahr, Titel, Musiklabel, Platzierungen, Wochen, Auszeichnungen, Anmerkungen) | Höchstplatzierung, Gesamtwochen, AuszeichnungChartplatzierungen (Jahr, Titel, Musiklabel, Platzierungen, Wochen, Auszeichnungen, Anmerkungen) | Höchstplatzierung, Gesamtwochen, AuszeichnungChartplatzierungen (Jahr, Titel, Musiklabel, Platzierungen, Wochen, Auszeichnungen, Anmerkungen) | Höchstplatzierung, Gesamtwochen, AuszeichnungChartplatzierungen (Jahr, Titel, Musiklabel, Platzierungen, Wochen, Auszeichnungen, Anmerkungen) | Anmerkungen                                                                        |
| Jahr | Titel Musiklabel                                                                | DE | AT | CH | UK | US | Anmerkungen                                                                        |
| ---- | ------------------------------------------------------------------------------- | --- | --- | --- | --- | --- | ---------------------------------------------------------------------------------- |
| 2003 | New York City Koch Records (UMG)                                                | — | AT28 (7 Wo.)AT | CH93 (1 Wo.)CH | — | US54 (11 Wo.)US | Erstveröffentlichung: 1. September 2003 als Teil von The Peter Malick Group        |
| 2011 | Here We Go Again: Celebrating the Genius of Ray Charles Blue Note Records (EMI) | — | AT40 (1 Wo.)AT | — | — | — | Erstveröffentlichung: 25. März 2011 mit Willie Nelson & Wynton Marsalis            |
| 2011 | Rome Parlophone (EMI)                                                           | DE91 (2 Wo.)DE | AT72 (1 Wo.)AT | CH23 (5 Wo.)CH | UK20 (3 Wo.)UK | US11 (7 Wo.)US | Erstveröffentlichung: 13. Mai 2011 mit DJ Danger Mouse, Daniele Luppi & Jack White |
| 2013 | Foreverly Reprise Records (WMG)                                                 | DE77 (3 Wo.)DE | AT29 (1 Wo.)AT | CH16 (9 Wo.)CH | UK63 (1 Wo.)UK | US19 (11 Wo.)US | Erstveröffentlichung: 22. November 2013 mit Billie Joe Armstrong                   |

### Livealben
| Jahr | Titel Musiklabel                                      | Höchstplatzierung, Gesamtwochen, AuszeichnungChartplatzierungen (Jahr, Titel, Musiklabel, Platzierungen, Wochen, Auszeichnungen, Anmerkungen) | Höchstplatzierung, Gesamtwochen, AuszeichnungChartplatzierungen (Jahr, Titel, Musiklabel, Platzierungen, Wochen, Auszeichnungen, Anmerkungen) | Höchstplatzierung, Gesamtwochen, AuszeichnungChartplatzierungen (Jahr, Titel, Musiklabel, Platzierungen, Wochen, Auszeichnungen, Anmerkungen) | Höchstplatzierung, Gesamtwochen, AuszeichnungChartplatzierungen (Jahr, Titel, Musiklabel, Platzierungen, Wochen, Auszeichnungen, Anmerkungen) | Höchstplatzierung, Gesamtwochen, AuszeichnungChartplatzierungen (Jahr, Titel, Musiklabel, Platzierungen, Wochen, Auszeichnungen, Anmerkungen) | Anmerkungen                           |
| Jahr | Titel Musiklabel                                      | DE | AT | CH | UK | US | Anmerkungen                           |
| ---- | ----------------------------------------------------- | --- | --- | --- | --- | --- | ------------------------------------- |
| 2010 | iTunes Originals: Norah Jones Blue Note Records (EMI) | — | — | — | — | US198 (1 Wo.)US | Erstveröffentlichung: 5. Februar 2010 |
| 2021 | ’Til We Meet Again – Live Blue Note Records (UMG)     | DE25 (3 Wo.)DE | AT12 (4 Wo.)AT | CH19 (1 Wo.)CH | — | — | Erstveröffentlichung: 16. April 2021  |

### Kompilationen
| Jahr | Titel Musiklabel                                | Höchstplatzierung, Gesamtwochen, AuszeichnungChartplatzierungen (Jahr, Titel, Musiklabel, Platzierungen, Wochen, Auszeichnungen, Anmerkungen) | Höchstplatzierung, Gesamtwochen, AuszeichnungChartplatzierungen (Jahr, Titel, Musiklabel, Platzierungen, Wochen, Auszeichnungen, Anmerkungen) | Höchstplatzierung, Gesamtwochen, AuszeichnungChartplatzierungen (Jahr, Titel, Musiklabel, Platzierungen, Wochen, Auszeichnungen, Anmerkungen) | Höchstplatzierung, Gesamtwochen, AuszeichnungChartplatzierungen (Jahr, Titel, Musiklabel, Platzierungen, Wochen, Auszeichnungen, Anmerkungen) | Höchstplatzierung, Gesamtwochen, AuszeichnungChartplatzierungen (Jahr, Titel, Musiklabel, Platzierungen, Wochen, Auszeichnungen, Anmerkungen) | Anmerkungen                                                               |
| Jahr | Titel Musiklabel                                | DE | AT | CH | UK | US | Anmerkungen                                                               |
| ---- | ----------------------------------------------- | --- | --- | --- | --- | --- | ------------------------------------------------------------------------- |
| 2010 | … Featuring Norah Jones Blue Note Records (EMI) | DE55 (6 Wo.)DE | AT16 (12 Wo.)AT | CH13 (10 Wo.)CH | — | US29 (15 Wo.)US | Erstveröffentlichung: 11. Oktober 2010 Verkäufe: + 50.000                 |
| 2012 | Covers Blue Note Records (EMI)                  | — | — | — | — | US121 (1 Wo.)US | Erstveröffentlichung: 31. Oktober 2012                                    |
| 2019 | Begin Again Blue Note Records (UMG)             | DE35 (2 Wo.)DE | AT31 (2 Wo.)AT | CH11 (5 Wo.)CH | — | US164 (1 Wo.)US | Erstveröffentlichung: 12. April 2019                                      |
| 2023 | Playing Along Blue Note Records (EMI)           | — | — | — | — | — | Erstveröffentlichung: 24. November 2023 (RSD) Verkäufe: 3.000 (limitiert) |
| 2024 | Autumn Jones Universal Music (UMG)              | — | — | — | — | — | Erstveröffentlichung: 4. Oktober 2024 Verkäufe: + 20.000                  |

### EPs
| Jahr | Titel Musiklabel                                        | Anmerkungen                                        |
| ---- | ------------------------------------------------------- | -------------------------------------------------- |
| 2001 | First Sessions Blue Note Records (EMI)                  | Erstveröffentlichung: 2001                         |
| 2009 | Deep Cuts Blue Note Records (EMI)                       | Erstveröffentlichung: 7. April 2009                |
| 2012 | … Little Broken Hearts Remix EP Blue Note Records (EMI) | Erstveröffentlichung: 23. November 2012            |
| 2020 | Morning Jones Blue Note Records (UMG)                   | Erstveröffentlichung: 7. August 2020               |
| 2020 | Pick Me Up Jones Blue Note Records (UMG)                | Erstveröffentlichung: 14. August 2020              |
| 2020 | Kitchen Jones Blue Note Records (UMG)                   | Erstveröffentlichung: 21. August 2020              |
| 2020 | Late Night Jones Blue Note Records (UMG)                | Erstveröffentlichung: 28. August 2020              |
| 2020 | Midnight Jones Blue Note Records (UMG)                  | Erstveröffentlichung: 2. September 2020            |
| 2020 | Classic Jones Blue Note Records (UMG)                   | Erstveröffentlichung: 11. September 2020           |
| 2020 | Winter Jones Blue Note Records (UMG)                    | Erstveröffentlichung: 24. September 2020           |
| 2023 | Christmas with You Blue Note Records (UMG)              | Erstveröffentlichung: 10. November 2023 mit Laufey |

### Weihnachtsalben
| Jahr | Titel Musiklabel                             | Höchstplatzierung, Gesamtwochen, AuszeichnungChartplatzierungen (Jahr, Titel, Musiklabel, Platzierungen, Wochen, Auszeichnungen, Anmerkungen) | Höchstplatzierung, Gesamtwochen, AuszeichnungChartplatzierungen (Jahr, Titel, Musiklabel, Platzierungen, Wochen, Auszeichnungen, Anmerkungen) | Höchstplatzierung, Gesamtwochen, AuszeichnungChartplatzierungen (Jahr, Titel, Musiklabel, Platzierungen, Wochen, Auszeichnungen, Anmerkungen) | Höchstplatzierung, Gesamtwochen, AuszeichnungChartplatzierungen (Jahr, Titel, Musiklabel, Platzierungen, Wochen, Auszeichnungen, Anmerkungen) | Höchstplatzierung, Gesamtwochen, AuszeichnungChartplatzierungen (Jahr, Titel, Musiklabel, Platzierungen, Wochen, Auszeichnungen, Anmerkungen) | Anmerkungen                                               |
| Jahr | Titel Musiklabel                             | DE | AT | CH | UK | US | Anmerkungen                                               |
| ---- | -------------------------------------------- | --- | --- | --- | --- | --- | --------------------------------------------------------- |
| 2021 | I Dream of Christmas Blue Note Records (UMG) | DE35 Gold (German Jazz Award) · (6 Wo.)DE | AT6 (7 Wo.)AT | CH20 (7 Wo.)CH | — | US100 (5 Wo.)US | Erstveröffentlichung: 15. Oktober 2021 Verkäufe: + 10.000 |

## Singles

### Als Leadmusikerin
| Jahr | Titel Album                                          | Höchstplatzierung, Gesamtwochen, AuszeichnungChartplatzierungen (Jahr, Titel, Album, Platzierungen, Wochen, Auszeichnungen, Anmerkungen) | Höchstplatzierung, Gesamtwochen, AuszeichnungChartplatzierungen (Jahr, Titel, Album, Platzierungen, Wochen, Auszeichnungen, Anmerkungen) | Höchstplatzierung, Gesamtwochen, AuszeichnungChartplatzierungen (Jahr, Titel, Album, Platzierungen, Wochen, Auszeichnungen, Anmerkungen) | Höchstplatzierung, Gesamtwochen, AuszeichnungChartplatzierungen (Jahr, Titel, Album, Platzierungen, Wochen, Auszeichnungen, Anmerkungen) | Höchstplatzierung, Gesamtwochen, AuszeichnungChartplatzierungen (Jahr, Titel, Album, Platzierungen, Wochen, Auszeichnungen, Anmerkungen) | Anmerkungen                                                                                       |
| Jahr | Titel Album                                          | DE | AT | CH | UK | US | Anmerkungen                                                                                       |
| ---- | ---------------------------------------------------- | --- | --- | --- | --- | --- | ------------------------------------------------------------------------------------------------- |
| 2002 | Come Away with Me                                    | — | — | — | UK80 Gold · (1 Wo.)UK | US— ×2DoppelplatinUS | Erstveröffentlichung: 26. Februar 2002 Verkäufe: + 2.605.000                                      |
| 2002 | Don’t Know Why Come Away with Me                     | DE82 (9 Wo.)DE | AT56 (4 Wo.)AT | — | UK59 Gold · (4 Wo.)UK | US30 ×3Dreifachplatin · (31 Wo.)US | Erstveröffentlichung: 28. Mai 2002 Verkäufe: + 3.838.774 Original: Jesse Harris & The Ferdinandos |
| 2002 | Feelin’ the Same Way Come Away with Me               | — | — | — | UK72 (2 Wo.)UK | — | Erstveröffentlichung: 5. August 2002                                                              |
| 2003 | Turn Me On Come Away with Me                         | — | — | — | UK— SilberUK | US— PlatinUS | Erstveröffentlichung: 12. Mai 2003 Verkäufe: + 1.275.000                                          |
| 2004 | Sunrise Feels Like Home                              | DE53 Gold · (9 Wo.)DE | AT44 (13 Wo.)AT | CH84 (3 Wo.)CH | UK30 Silber · (3 Wo.)UK | US— PlatinUS | Erstveröffentlichung: 2. Februar 2004 Verkäufe: + 1.475.000                                       |
| 2004 | What Am I to You? Feels Like Home                    | — | — | — | — | — | Erstveröffentlichung: 25. Mai 2004                                                                |
| 2004 | Those Sweet Words Feels Like Home                    | — | — | — | — | — | Erstveröffentlichung: 18. Oktober 2004                                                            |
| 2006 | Thinking About You Not Too Late                      | DE65 (5 Wo.)DE | AT49 (5 Wo.)AT | CH35 (12 Wo.)CH | UK89 (1 Wo.)UK | US82 (2 Wo.)US | Erstveröffentlichung: 6. Dezember 2006                                                            |
| 2007 | Thinking About You Not Too Late                      | — | — | — | — | — | Erstveröffentlichung: 12. Januar 2007                                                             |
| 2007 | Sinkin’ Soon Not Too Late                            | — | — | — | — | — | Erstveröffentlichung: 26. März 2007                                                               |
| 2007 | Until the End Not Too Late                           | — | — | — | — | — | Erstveröffentlichung: 21. Mai 2007                                                                |
| 2009 | Chasing Pirates The Fall                             | DE66 (4 Wo.)DE | AT38 (4 Wo.)AT | CH23 (4 Wo.)CH | UK87 (1 Wo.)UK | — | Erstveröffentlichung: 13. Oktober 2009                                                            |
| 2009 | Young Blood The Fall                                 | — | — | — | — | — | Erstveröffentlichung: 11. November 2009                                                           |
| 2011 | Home for the Holidays –                              | — | — | — | — | — | Erstveröffentlichung: 1. November 2011 mit Cyndi Lauper                                           |
| 2012 | Say Goodbye … Little Broken Hearts                   | — | — | — | — | — | Erstveröffentlichung: 9. Juli 2012                                                                |
| 2012 | Miriam … Little Broken Hearts                        | — | — | — | — | — | Erstveröffentlichung: 14. August 2012 (Remix)                                                     |
| 2012 | It Came Upon a Midnight Clear –                      | — | — | — | — | — | Erstveröffentlichung: 19. November 2012                                                           |
| 2013 | Long Time Gone Foreverly                             | — | — | — | — | — | Erstveröffentlichung: 18. November 2013 mit Billie Joe Armstrong                                  |
| 2016 | Tragedy Day Breaks                                   | — | — | — | — | — | Erstveröffentlichung: 14. Oktober 2016                                                            |
| 2018 | And Then There Was You (Live) Live at Ronnie Scott’s | — | — | — | — | — | Erstveröffentlichung: 11. Mai 2018                                                                |
| 2018 | My Heart Is Full Begin Again                         | — | — | — | — | — | Erstveröffentlichung: 8. Juni 2018                                                                |
| 2018 | It Was You Begin Again                               | — | — | — | — | — | Erstveröffentlichung: 13. Juli 2018                                                               |
| 2018 | A Song with No Name Begin Again                      | — | — | — | — | — | Erstveröffentlichung: 21. September 2018                                                          |
| 2018 | Wintertime Begin Again                               | — | — | — | — | — | Erstveröffentlichung: 16. November 2018                                                           |
| 2019 | Just a Little Bit Begin Again                        | — | — | — | — | — | Erstveröffentlichung: 22. Februar 2019                                                            |
| 2019 | Begin Again                                          | — | — | — | — | — | Erstveröffentlichung: 12. April 2019                                                              |
| 2019 | Take It Away Playdate                                | — | — | — | — | — | Erstveröffentlichung: 26. Juli 2019 feat. Tarriona Tank Ball                                      |
| 2019 | I’ll Be Gone Playdate                                | — | — | — | — | — | Erstveröffentlichung: 4. Oktober 2019 mit Mavis Staples                                           |
| 2019 | I Forgot Playdate                                    | — | — | — | — | — | Erstveröffentlichung: 1. November 2019 mit Rodrigo Amarante                                       |
| 2019 | Playing Along Playdate                               | — | — | — | — | — | Erstveröffentlichung: 29. November 2019 feat. Tarriona Tank Ball                                  |
| 2020 | I’m Alive Pick Me Up Off the Floor                   | — | — | — | — | — | Erstveröffentlichung: 13. März 2020                                                               |
| 2020 | How I Weep Pick Me Up Off the Floor                  | — | — | — | — | — | Erstveröffentlichung: 15. April 2020                                                              |
| 2020 | Tryin’ to Keep It Together Pick Me Up Off the Floor  | — | — | — | — | — | Erstveröffentlichung: 29. April 2020                                                              |
| 2020 | Were You Watching? Pick Me Up Off the Floor          | — | — | — | — | — | Erstveröffentlichung: 13. Mai 2020                                                                |
| 2021 | Christmas Calling (Jolly Jones) I Dream of Christmas | — | — | — | — | — | Erstveröffentlichung: 1. Oktober 2021                                                             |
| 2023 | Can You Believe –                                    | — | — | — | — | — | Erstveröffentlichung: 16. Juni 2023                                                               |
| 2024 | Running Visions                                      | — | — | — | — | — | Erstveröffentlichung: 18. Januar 2024                                                             |
| 2024 | Staring at the Wall Visions                          | — | — | — | — | — | Erstveröffentlichung: 22. Februar 2024                                                            |

### Als Gastmusikerin
| Jahr | Titel Album                                 | Höchstplatzierung, Gesamtwochen, AuszeichnungChartplatzierungen (Jahr, Titel, Album, Platzierungen, Wochen, Auszeichnungen, Anmerkungen) | Höchstplatzierung, Gesamtwochen, AuszeichnungChartplatzierungen (Jahr, Titel, Album, Platzierungen, Wochen, Auszeichnungen, Anmerkungen) | Höchstplatzierung, Gesamtwochen, AuszeichnungChartplatzierungen (Jahr, Titel, Album, Platzierungen, Wochen, Auszeichnungen, Anmerkungen) | Höchstplatzierung, Gesamtwochen, AuszeichnungChartplatzierungen (Jahr, Titel, Album, Platzierungen, Wochen, Auszeichnungen, Anmerkungen) | Höchstplatzierung, Gesamtwochen, AuszeichnungChartplatzierungen (Jahr, Titel, Album, Platzierungen, Wochen, Auszeichnungen, Anmerkungen) | Anmerkungen                                                                                  |
| Jahr | Titel Album                                 | DE | AT | CH | UK | US | Anmerkungen                                                                                  |
| ---- | ------------------------------------------- | --- | --- | --- | --- | --- | -------------------------------------------------------------------------------------------- |
| 2005 | Here We Go Again Genius Loves Company       | — | AT52 (6 Wo.)AT | — | — | US— GoldUS | Erstveröffentlichung: 31. Januar 2005 Verkäufe: + 500.000; Ray Charles feat. Norah Jones     |
| 2010 | Turn Them                                   | — | — | — | — | — | Erstveröffentlichung: 26. Oktober 2010 Sean Bones feat. Norah Jones                          |
| 2010 | Two Against One Rome                        | — | — | — | — | — | Erstveröffentlichung: 8. April 2011 Danger Mouse & Daniele Luppi feat. Norah Jones           |
| 2011 | Season’s Trees Rome                         | — | — | — | — | — | Erstveröffentlichung: 30. Mai 2011 Danger Mouse & Daniele Luppi feat. Norah Jones            |
| 2013 | Traces of You                               | — | — | — | — | — | Erstveröffentlichung: 22. Juli 2013 Anoushka Shankar feat. Norah Jones                       |
| 2013 | Angels Wax Poetic                           | — | — | — | — | — | Erstveröffentlichung: 15. Oktober 2013 Wax Poetic feat. Norah Jones                          |
| 2014 | The Sun Won’t Set Traces of You             | — | — | — | — | — | Erstveröffentlichung: 14. April 2014 (Remix) Anoushka Shankar feat. Norah Jones              |
| 2019 | Okolona River Bottom Band –                 | — | — | — | — | — | Erstveröffentlichung: 11. Januar 2019 Mercury Rev feat. Norah Jones; Original: Bobbie Gentry |
| 2019 | Healing –                                   | — | — | — | — | — | Erstveröffentlichung: 31. Januar 2019 Buder Prince feat. Norah Jones                         |
| 2020 | Querido alguién Al Chile (Edición Especial) | — | — | — | — | — | Erstveröffentlichung: 14. Februar 2020 Lila Downs feat. Norah Jones Original: Gillian Welch  |
| 2020 | Seventeen –                                 | — | — | — | — | — | Erstveröffentlichung: 27. März 2020 Sharon Van Etten feat. Norah Jones                       |
| 2023 | Paradise II College Park                    | — | — | — | — | — | Erstveröffentlichung: 7. Februar 2023 Logic feat. Norah Jones                                |

## Videoalben und Musikvideos

### Videoalben
| Jahr | Titel Musiklabel                            | Höchstplatzierung, Gesamtwochen, AuszeichnungChartplatzierungen (Jahr, Titel, Musiklabel, Platzierungen, Wochen, Auszeichnungen, Anmerkungen) | Höchstplatzierung, Gesamtwochen, AuszeichnungChartplatzierungen (Jahr, Titel, Musiklabel, Platzierungen, Wochen, Auszeichnungen, Anmerkungen) | Höchstplatzierung, Gesamtwochen, AuszeichnungChartplatzierungen (Jahr, Titel, Musiklabel, Platzierungen, Wochen, Auszeichnungen, Anmerkungen) | Höchstplatzierung, Gesamtwochen, AuszeichnungChartplatzierungen (Jahr, Titel, Musiklabel, Platzierungen, Wochen, Auszeichnungen, Anmerkungen) | Höchstplatzierung, Gesamtwochen, AuszeichnungChartplatzierungen (Jahr, Titel, Musiklabel, Platzierungen, Wochen, Auszeichnungen, Anmerkungen) | Anmerkungen                                                |
| Jahr | Titel Musiklabel                            | DE | AT | CH | UK | US | Anmerkungen                                                |
| ---- | ------------------------------------------- | --- | --- | --- | --- | --- | ---------------------------------------------------------- |
| 2003 | Live in New Orleans Blue Note Records (EMI) | DE97 Gold · (2 Wo.)DE | AT1 (14 Wo.)AT | — | UK3 Gold · (35 Wo.)UK | US— ×2DoppelplatinUS | Erstveröffentlichung: 25. Februar 2003 Verkäufe: + 413.000 |
| 2004 | Live in 2004 Blue Note Records (EMI)        | — | AT4 Gold · (7 Wo.)AT | — | UK47 (1 Wo.)UK | — | Erstveröffentlichung: 15. November 2004 Verkäufe: + 23.000 |
| 2018 | Live at Ronnie Scott’s Eagle Rock (UMG)     | — | — | CH2 (9 Wo.)CH | UK15 (10 Wo.)UK | — | Erstveröffentlichung: 15. Juni 2018                        |

### Musikvideos
| Jahr | Titel                      | Regie                            |
| ---- | -------------------------- | -------------------------------- |
| 2002 | Don’t Know Why             | Anastacia Simone & Ian Spencer   |
| 2003 | Come Away with Me          | James Frost                      |
| 2004 | Sunrise                    | James Frost                      |
| 2004 | What Am I to You?          | Quinn Williams                   |
| 2004 | Those Sweet Words          | David LaChapelle                 |
| 2006 | What Am I to You?          | Ace Norton                       |
| 2007 | Thinking About You         | Ace Norton                       |
| 2007 | Sinkin’ Soon               | Ace Norton                       |
| 2007 | Until the End              | James Frost                      |
| 2009 | Chasing Pirates            | Rich Lee                         |
| 2009 | Young Blood                | Toben Seymour                    |
| 2009 | Life Is Better             | James Slater                     |
| 2011 | Speak Now                  | Unjoo Moon                       |
| 2012 | Happy Pills                | Isaiah Seret                     |
| 2012 | Miriam                     | Philip Andelmann                 |
| 2013 | Traces of You              | Joe Wright                       |
| 2014 | Kentucky                   | Tim Wheeler                      |
| 2016 | Carry On                   | Claire Marie Vogel               |
| 2016 | Tragedy                    | Chris Birkmeier, Aidan Brezonick |
| 2017 | Flipside                   | Sam Kuhn                         |
| 2020 | I’m Alive                  | Mara Whitehead                   |
| 2020 | Tryin’ to Keep It Together | Marcela Avelar                   |
| 2020 | To Live                    |                                  |
| 2020 | Flame Twin                 |                                  |
| 2024 | Running                    | Joelle Grace Taylor              |
| 2024 | Staring at the Wall        | Kyle Paas                        |

## Promoveröffentlichungen
| Jahr | Titel Album                                                            | Anmerkungen |
| ---- | ---------------------------------------------------------------------- | --- |
| 2002 | Something Is Calling You First Sessions                                | Erstveröffentlichung: 2002                                                                                                |
| 2003 | Nightingale Come Away with Me                                          | Erstveröffentlichung: 2003                                                                                                |
| 2003 | New York City                                                          | Erstveröffentlichung: 2003 mit The Peter Malick Group                                                                     |
| 2004 | Creepin’ In Feels Like Home                                            | Erstveröffentlichung: 2004 mit Dolly Parton                                                                               |
| 2005 | Sleepless Nights / Those Sweet Words Feels Like Home                   | Erstveröffentlichung: 18. Januar 2005                                                                                     |
| 2007 | American Anthem –                                                      | Erstveröffentlichung: 2007                                                                                                |
| 2007 | Be My Somebody Not Too Late                                            | Erstveröffentlichung: 2007                                                                                                |
| 2007 | Not Too Late                                                           | Erstveröffentlichung: 2007                                                                                                |
| 2007 | The Story My Blueberry Nights (O.S.T.)                                 | Erstveröffentlichung: 2007                                                                                                |
| 2009 | Baby, It’s Cold Outside American Classic                               | Erstveröffentlichung: 2009 Willie Nelson feat. Norah Jones Original: Esther Williams & Ricardo Montalbán                  |
| 2010 | Stuck The Fall                                                         | Erstveröffentlichung: 8. März 2010                                                                                        |
| 2010 | It’s Gonna Be The Fall                                                 | Erstveröffentlichung: 10. Mai 2010                                                                                        |
| 2011 | Black Rome                                                             | Erstveröffentlichung: 2011 Danger Mouse & Daniele Luppi feat. Norah Jones                                                 |
| 2012 | Happy Pills … Little Broken Hearts                                     | Erstveröffentlichung: 27. Februar 2012                                                                                    |
| 2012 | She’s 22 / After the Fall … Little Broken Hearts                       | Erstveröffentlichung: 21. April 2012                                                                                      |
| 2016 | One Voice –                                                            | Erstveröffentlichung: 12. April 2016 mit Aimee Mann, Susanna Hoffs, Lydia Loveless, Neko Case, Kathryn Calder & Brian May |
| 2016 | Carry On Day Breaks                                                    | Erstveröffentlichung: 8. Juni 2016 Verkäufe: + 30.000                                                                     |
| 2016 | Flipside Day Breaks                                                    | Erstveröffentlichung: 28. November 2016                                                                                   |
| 2017 | Flipside / Don’t Be Denied (Spotify Singles) –                         | Erstveröffentlichung: 1. November 2017 Vertrieb nur über Spotify                                                          |
| 2017 | It’s Not Christmas ’til You Come Home (Spotify Singles) –              | Erstveröffentlichung: 29. November 2017 Vertrieb nur über Spotify                                                         |
| 2022 | Let It Be / I’ve Got a Feeling (Live from The Empire State Building) – | Erstveröffentlichung: 18. Mai 2022 Original: The Beatles                                                                  |
| 2022 | Steer Your Way Here It Is – A Tribute to Leonard Cohen                 | Erstveröffentlichung: 9. September 2022 Original: Leonard Cohen                                                           |
| 2022 | Have Yourself a Merry Little Christmas I Dream of Christmas            | Erstveröffentlichung: 7. Oktober 2022 Original: Judy Garland                                                              |
| 2023 | Killing Time Little Broken Hearts (Deluxe Edition)                     | Erstveröffentlichung: 5. April 2023                                                                                       |
| 2023 | Out on the Road (Mondo Version) Little Broken Hearts (Target Edition)  | Erstveröffentlichung: 5. Mai 2023                                                                                         |

| Jahr | Titel Album                                  | Anmerkungen                              |
| ---- | -------------------------------------------- | ---------------------------------------- |
| 2021 | Muzzle of Bees Playing Along                 | Erstveröffentlichung: 9. Dezember 2021   |
| 2022 | Friendship Playing Along                     | Erstveröffentlichung: 19. Mai 2022       |
| 2022 | Rollercoasters Playing Along                 | Erstveröffentlichung: 14. Oktober 2022   |
| 2022 | Everybody Say Goodbye Playing Along          | Erstveröffentlichung: 11. November 2022  |
| 2022 | Won’t You Come and Sing for Me Playing Along | Erstveröffentlichung: 25. November 2022  |
| 2022 | Home Inside Playing Along                    | Erstveröffentlichung: 9. Dezember 2022   |
| 2022 | Fade Away Playing Along                      | Erstveröffentlichung: 23. Dezember 2022  |
| 2023 | Nature’s Law Playing Along                   | Erstveröffentlichung: 6. Januar 2023     |
| 2023 | Falling Playing Along                        | Erstveröffentlichung: 20. Januar 2023    |
| 2023 | Four Leaf Clover Playing Along               | Erstveröffentlichung: 3. Februar 2023    |
| 2023 | Set Me Down on a Cloud Playing Along         | Erstveröffentlichung: 17. Februar 2023   |
| 2023 | When You’re Gone Playing Along               | Erstveröffentlichung: 3. März 2023       |
| 2023 | Let It Ride –                                | Erstveröffentlichung: 14. April 2023     |
| 2023 | Traces of You –                              | Erstveröffentlichung: 28. April 2023     |
| 2023 | Blue Skies –                                 | Erstveröffentlichung: 26. Mai 2023       |
| 2023 | Bad Memory –                                 | Erstveröffentlichung: 23. Juni 2023      |
| 2023 | Night Life –                                 | Erstveröffentlichung: 7. Juli 2023       |
| 2023 | Maybe It’s All Right –                       | Erstveröffentlichung: 28. Juli 2023      |
| 2023 | Lifeline –                                   | Erstveröffentlichung: 4. August 2023     |
| 2023 | Too Bad –                                    | Erstveröffentlichung: 18. August 2023    |
| 2023 | Drunken Angel –                              | Erstveröffentlichung: 1. September 2023  |
| 2023 | Why Am I Treated So Bad –                    | Erstveröffentlichung: 15. September 2023 |
| 2023 | Get Back –                                   | Erstveröffentlichung: 29. September 2023 |
| 2023 | Sea of Love –                                | Erstveröffentlichung: 13. Oktober 2023   |
| 2023 | Razor –                                      | Erstveröffentlichung: 27. Oktober 2023   |
| 2023 | Down in the Willow Garden –                  | Erstveröffentlichung: 14. November 2023  |

## Sonderveröffentlichungen

### Alben
| Jahr | Titel Musiklabel                             | Anmerkungen                                                            |
| ---- | -------------------------------------------- | ---------------------------------------------------------------------- |
| 2004 | Live from Austin, TX New West Records (Pias) | Erstveröffentlichung: 8. August 2008 Teil der „Live-from-Austin“-Reihe |

| Jahr | Titel Musiklabel                                            | Anmerkungen                                                      |
| ---- | ----------------------------------------------------------- | ---------------------------------------------------------------- |
| 2009 | Feels Like Home + Come Away with Me Blue Note Records (EMI) | Erstveröffentlichung: 11. September 2009 Teil der „2-in-1-Reihe“ |
| 2011 | Feels Like Home + Not Too Late EMI Records (EMI)            | Erstveröffentlichung: 13. März 2011 Teil der „2-in-1-Reihe“      |
| 2020 | Playdate Blue Note Records (UMG)                            | Erstveröffentlichung: 27. November 2020 RSD-Veröffentlichung     |

| Jahr | Titel Musiklabel                                                                     | Anmerkungen                                                    |
| ---- | ------------------------------------------------------------------------------------ | -------------------------------------------------------------- |
| 2004 | New York City – The Remix Album auch bekannt als: The Chill Album Koch Records (UMG) | Erstveröffentlichung: 2004 als Teil von The Peter Malick Group |

| Jahr | Titel Musiklabel                                     | Anmerkungen                                                     |
| ---- | ---------------------------------------------------- | --------------------------------------------------------------- |
| 2004 | Live in 2004 Blue Note Records (EMI)                 | Erstveröffentlichung: 2004 Special-Radio-Only-EP                |
| 2007 | Live in 2007 Blue Note Records (EMI)                 | Erstveröffentlichung: 2007                                      |
| 2012 | iTunes Festival: London 2012 Blue Note Records (EMI) | Erstveröffentlichung: 2. Oktober 2012 Vertrieb nur über iTunes  |
| 2024 | Spotify Singles Blue Note Records (EMI)              | Erstveröffentlichung: 31. Januar 2024 Vertrieb nur über Spotify |

### Lieder
| Jahr | Titel Album                                                                                     | Anmerkungen |
| ---- | ----------------------------------------------------------------------------------------------- | --- |
| 2000 | Angels Wax Poetic                                                                               | Erstveröffentlichung: 2. Dezember 2003 Wax Poetic feat. Norah Jones                                                            |
| 2001 | Day Is Done Songs from the Analog Playground                                                    | Erstveröffentlichung: 25. September 2001 Charlie Hunter Quartet feat. Norah Jones; Original: Nick Drake                        |
| 2001 | More Than This Songs from the Analog Playground                                                 | Erstveröffentlichung: 25. September 2001 mit Charlie Hunter Quartet feat. Norah Jones                                          |
| 2002 | Ruler of My Heart Feelin’ the Same Way                                                          | Erstveröffentlichung: 23. April 2002 Dirty Dozen Brass Band feat. Norah Jones & Robert Randolph; Original: Irma Thomas         |
| 2002 | Lonestar (Live) Stars and Guitars                                                               | Erstveröffentlichung: 5. November 2002 Willie Nelson feat. Norah Jones                                                         |
| 2002 | In the Dark More Friends: Small World Big Band Volume 2                                         | Erstveröffentlichung: 18. November 2002 Jools Holland & His Rhythm & Blues Orchestra feat. Norah Jones                         |
| 2003 | What Makes You The Secret Sun                                                                   | Erstveröffentlichung: 20. Mai 2003 Jesse Harris & The Ferdinandos feat. Norah Jones                                            |
| 2003 | I Walk the Line Free Country                                                                    | Erstveröffentlichung: 17. Juni 2003 Joel Harrison feat. Norah Jones                                                            |
| 2003 | Tennessee Waltz Free Country                                                                    | Erstveröffentlichung: 17. Juni 2003 Joel Harrison feat. Norah Jones Original: Pee Wee King & His Golden West Cowboys           |
| 2003 | Wurlitzer Prize (I Don’t Want to Get Over You) (Live) Live and Kickin’                          | Erstveröffentlichung: 24. Juni 2003 Willie Nelson feat. Norah Jones                                                            |
| 2003 | Take Off Your Cool Speakerboxxx/The Love Below                                                  | Erstveröffentlichung: 29. September 2003 Outkast feat. Norah Jones                                                             |
| 2003 | Tell Me (Temple of Soul Mix) Nublu Sessions                                                     | Erstveröffentlichung: 2. Dezember 2003 Wax Poetic feat. Norah Jones                                                            |
| 2004 | Rita Peach Pony                                                                                 | Erstveröffentlichung: 2004 Rachel Loshak feat. Norah Jones                                                                     |
| 2004 | Here We Go Again Genius Loves Company                                                           | Erstveröffentlichung: 29. August 2004 Ray Charles feat. Norah Jones                                                            |
| 2004 | Dreams Come True It Always Will Be                                                              | Erstveröffentlichung: 26. Oktober 2004 Willie Nelson feat. Norah Jones                                                         |
| 2005 | The Nearness of You (Live) 85 Candles – Live in New York                                        | Erstveröffentlichung: 2005 Marian McPartland feat. Norah Jones                                                                 |
| 2005 | Virginia Moon In Your Honor                                                                     | Erstveröffentlichung: 13. Juni 2005 Foo Fighters feat. Norah Jones                                                             |
| 2005 | Dear John Jacksonville City Nights                                                              | Erstveröffentlichung: 26. September 2005 Ryan Adams & The Cardinals feat. Norah Jones                                          |
| 2005 | Where Have All the Flowers Gone Those Were The Days                                             | Erstveröffentlichung: 11. Oktober 2005 Dolly Parton feat. Norah Jones & Lee Ann Womack Original: Pete Seeger                   |
| 2006 | Sucker Peeping Tom                                                                              | Erstveröffentlichung: 30. Mai 2006 Peeping Tom feat. Norah Jones                                                               |
| 2006 | I Dont Wan’t Anything to Change (Live) Bonnie Raitt and Friends                                 | Erstveröffentlichung: 15. August 2006 Bonnie Raitt feat. Norah Jones                                                           |
| 2006 | Love Sneakin’ Up on You (Live) Bonnie Raitt and Friends                                         | Erstveröffentlichung: 15. August 2006 Bonnie Raitt feat. Norah Jones, Jon Cleary, Alison Krauss, Keb’ Mo’ & Ben Harper         |
| 2007 | Your Cheatin’ Heart (Live) Last Man Standing Live (DVD)                                         | Erstveröffentlichung: 6. März 2007 Jerry Lee Lewis feat. Norah Jones                                                           |
| 2007 | Easy Breathing Under Water                                                                      | Erstveröffentlichung: 28. August 2007 Anoushka Shankar & Karsh Kale feat. Norah Jones                                          |
| 2007 | Soon the New Day Eardrum                                                                        | Erstveröffentlichung: 17. August 2007 Talib Kweli feat. Norah Jones                                                            |
| 2007 | Court and Spark River – The Joni Letters                                                        | Erstveröffentlichung: 28. September 2007 Herbie Hancock feat. Norah Jones; Original: Joni Mitchell                             |
| 2007 | Any Other Day Carnival Vol. II (Memoirs of an Immigrant)                                        | Erstveröffentlichung: 23. November 2007 Wyclef Jean feat. Norah Jones                                                          |
| 2008 | Life Is Better The Renaissance                                                                  | Erstveröffentlichung: 31. Oktober 2008 Q-Tip feat. Norah Jones                                                                 |
| 2009 | Turn Them Rings                                                                                 | Erstveröffentlichung: 2009 Sean Bones feat. Norah Jones                                                                        |
| 2009 | Dreamgirl Incredibad                                                                            | Erstveröffentlichung: 6. Februar 2009 The Lonely Island feat. Norah Jones                                                      |
| 2009 | Baby, It’s Cold Outside American Classic                                                        | Erstveröffentlichung: 21. August 2009 Willie Nelson feat. Norah Jones                                                          |
| 2009 | Sweet Dreams American Hips                                                                      | Erstveröffentlichung: 2. September 2009 Jim Campilongo feat. Norah Jones                                                       |
| 2010 | Angels Let’s Have a Ball!                                                                       | Erstveröffentlichung: 21. Mai 2010 Wax Poetic feat. Norah Jones                                                                |
| 2010 | Little Lou, Ugly Jack, Prophet John Write About Love                                            | Erstveröffentlichung: 8. Oktober 2010 Belle and Sebastian feat. Norah Jones                                                    |
| 2010 | Ill Wind Sophisticated Ladies                                                                   | Erstveröffentlichung: 22. Oktober 2010 Charlie Haden / Quartet West feat. Norah Jones Original: Harold Arlen                   |
| 2011 | Two Sleepy People                                                                               | Erstveröffentlichung: 14. Oktober 2011 Seth MacFarlane feat. Norah Jones                                                       |
| 2011 | Speak Low Duets II                                                                              | Erstveröffentlichung: 20. September 2011 Tony Bennett feat. Norah Jones Original: Mary Martin & Kenny Baker                    |
| 2012 | Brother & Sister This Is 40                                                                     | Erstveröffentlichung: 10. Dezember 2012 Lindsey Buckingham feat. Norah Jones                                                   |
| 2013 | Funny How Time Slips Away (Live at Third Man Records) CMT Crossroads: Live at Third Man Records | Erstveröffentlichung: Oktober 2013 Willie Nelson feat. Norah Jones                                                             |
| 2013 | The Sun Won’t Set Traces of You                                                                 | Erstveröffentlichung: 4. Oktober 2013 Anoushka Shankar feat. Norah Jones                                                       |
| 2013 | Traces of You                                                                                   | Erstveröffentlichung: 4. Oktober 2013 Anoushka Shankar feat. Norah Jones                                                       |
| 2013 | Unsaid Traces of You                                                                            | Erstveröffentlichung: 4. Oktober 2013 Anoushka Shankar feat. Norah Jones                                                       |
| 2013 | Walkin’ To All the Girls …                                                                      | Erstveröffentlichung: 11. Oktober 2013 Willie Nelson feat. Norah Jones                                                         |
| 2013 | Let It Ride Black Radio 2                                                                       | Erstveröffentlichung: 25. Oktober 2013 Robert Glasper Experiment feat. Norah Jones                                             |
| 2014 | Little Jack Frost Get Lost Holiday for Swing!                                                   | Erstveröffentlichung: 30. September 2014 Seth MacFarlane feat. Norah Jones                                                     |
| 2015 | Don’t Misunderstand Afro Blue                                                                   | Erstveröffentlichung: 14. April 2015 Harold Mabern feat. Norah Jones                                                           |
| 2015 | Fools Rush In Afro Blue                                                                         | Erstveröffentlichung: 14. April 2015 Harold Mabern feat. Norah Jones                                                           |
| 2016 | You Are So Beautiful I Long to See You                                                          | Erstveröffentlichung: 5. Februar 2016 Charles Lloyd & The Marvels feat. Norah Jones                                            |
| 2016 | Move Along Matter + Spirit                                                                      | Erstveröffentlichung: 16. Dezember 2016 The Candles feat. Norah Jones                                                          |
| 2017 | If I Had a Talking Picture of You In Full Swing                                                 | Erstveröffentlichung: 15. September 2017 Seth MacFarlane feat. Norah Jones                                                     |
| 2018 | What Is This Thing Called Love? My Way                                                          | Erstveröffentlichung: 14. September 2018 Willie Nelson feat. Norah Jones; Original: Elsie Carlisle                             |
| 2018 | Searching for Love Shades                                                                       | Erstveröffentlichung: 5. Oktober 2018 Doyle Bramhall II feat. Norah Jones                                                      |
| 2019 | Okolona River Bottom Band Bobbie Gentry’s The Delta Sweete Revisited                            | Erstveröffentlichung: 8. Februar 2019 Mercury Rev feat. Norah Jones                                                            |
| 2019 | Dear someone Al Chile                                                                           | Erstveröffentlichung: 3. Mai 2019 Lila Downs feat. Norah Jones; Original: Gillian Welch                                        |
| 2020 | Querido alguién Al Chile (Edición Especial)                                                     | Erstveröffentlichung: 13. März 2020 Lila Downs feat. Norah Jones; Original: Gillian Welch                                      |
| 2020 | Angel Eyes The Women Who Raised Me                                                              | Erstveröffentlichung: 27. März 2020 Kandace Springs feat. Norah Jones Original: Herb Jeffries with Buddy Baker & His Orchestra |
| 2023 | Paradise II College Park                                                                        | Erstveröffentlichung: 24. Februar 2023 Logic feat. Norah Jones                                                                 |

| Jahr | Titel Album                                                                                              | Anmerkungen                                                               |
| ---- | --- | ------------------------------------------------------------------------- |
| 2003 | Wurlitzer Prize (I Don’t Want to Get Over You) Lonesome, On’ry and Mean (A Tribute to Waylon Jennings)   | Erstveröffentlichung: 18. März 2003 Original: Waylon Jennings             |
| 2003 | Why Can’t He Be You Remembering Patsy Cline                                                              | Erstveröffentlichung: 9. September 2003 Original: Patsy Cline             |
| 2003 | The Grass in Blue Just Because I’m a Woman: Songs of Dolly Parton                                        | Erstveröffentlichung: 14. Oktober 2003 Original: Dolly Parton             |
| 2004 | Don’t Know Why (Live at Mountain Music) Live from the Mountain Music Lounge, Vol. 10                     | Erstveröffentlichung: 2004                                                |
| 2005 | I Think It’s Going to Rain Today (Live at Higher Ground) Higher Ground: Hurricane Relief Benefit Concert | Erstveröffentlichung: 22. November 2005                                   |
| 2007 | My Blue Heaven Goin’ Home: A Tribute to Fats Domino                                                      | Erstveröffentlichung: 25. September 2007 Original: Gene Austin            |
| 2011 | How Many Times Have You Broken My Heart? The Lost Notebooks of Hank Williams                             | Erstveröffentlichung: 30. September 2011                                  |
| 2012 | Oh! Darling A MusiCares Tribute to Paul McCartney                                                        | Erstveröffentlichung: 10. Februar 2012 Original: The Beatles              |
| 2012 | If The Law Don’t Want You Kin – Songs by Mary Karr & Rodney Crowell                                      | Erstveröffentlichung: 1. Juni 2012                                        |
| 2013 | (Talk to Me Of) Mendocino (Live) Sing Me the Songs: Celebrating the Works of Kate McGarrigle             | Erstveröffentlichung: 25. Juni 2013                                       |
| 2013 | Funny How Time Slips Away (Live at Third Man Records) CMT Crossroads: Live at Third Man Records          | Erstveröffentlichung: Oktober 2013 Willie Nelson feat. Norah Jones        |
| 2016 | Something (Live) George Fest – A Night to Celebrate the Music of George Harrison                         | Erstveröffentlichung: 26. Februar 2016 Original: The Beatles              |
| 2019 | Court and Spark Joni 75: A Birthday Celebration                                                          | Erstveröffentlichung: 8. März 2019 Original: Joni Mitchell                |
| 2020 | On the Road Again (Live) Willie Nelson American Outlaw                                                   | Erstveröffentlichung: 11. Dezember 2020 Willie Nelson mit Various Artists |
| 2020 | Roll Me Up and Smoke Me When I Die (Live) Willie Nelson American Outlaw                                  | Erstveröffentlichung: 11. Dezember 2020 Willie Nelson mit Various Artists |
| 2022 | Steer Your Way Here It Is – A Tribute to Leonard Cohen                                                   | Erstveröffentlichung: 14. Oktober 2022 Original: Leonard Cohen            |

| Jahr | Titel Soundtrack                                          | Anmerkungen                                        |
| ---- | --------------------------------------------------------- | -------------------------------------------------- |
| 2004 | Angels Nip/Tuck – Schönheit hat ihren Preis/Episodenliste | Erstveröffentlichung: 15. Juni 2004 mit Wax Poetic |
| 2004 | Love Me Plötzlich Prinzessin 2                            | Erstveröffentlichung: 7. August 2004 mit Adam Levy |
| 2007 | The Story My Blueberry Nights                             | Erstveröffentlichung: 30. November 2007            |
| 2009 | Don’t Know Why Being Erica – Alles auf Anfang             | Erstveröffentlichung: 30. Oktober 2009             |
| 2012 | Everybody Needs a Best Friend Ted                         | Erstveröffentlichung: 26. Juni 2012                |
| 2012 | Always Judging Immer Ärger mit 40                         | Erstveröffentlichung: 11. Dezember 2012            |
| 2015 | Mean Ol’ Moon Ted 2                                       | Erstveröffentlichung: 23. Juni 2015                |
| 2019 | Never My Love Echo in the Canyon                          | Erstveröffentlichung: 24. Mai 2019                 |

### Videoalben
| Jahr | Titel Musiklabel                             | Anmerkungen                                                            |
| ---- | -------------------------------------------- | ---------------------------------------------------------------------- |
| 2004 | Live from Austin, TX New West Records (Pias) | Erstveröffentlichung: 1. August 2008 Teil der „Live-from-Austin“-Reihe |

## Statistik

### Chartauswertung
Die folgenden Tabellen bieten eine Statistik über die Charterfolge von Jones in den Album-, Single- und Musik-DVD-Charts. Zu berücksichtigen ist, dass sich Videoalben in Deutschland auch in den Albumcharts platzieren. Die Angaben aus den anderen Ländern stammen aus eigenständigen Musik-DVD-Charts.
|                     | DE     | AT     | CH     | UK     | US     |
| ------------------- | ------ | ------ | ------ | ------ | ------ |
| Nummer-eins-Alben   | DE2DE  | AT3AT  | CH6CH  | UK3UK  | US3US  |
| Top-10-Alben        | DE8DE  | AT9AT  | CH8CH  | UK5UK  | US6US  |
| Alben in den Charts | DE15DE | AT16AT | CH15CH | UK10UK | US16US |

|                       | DE    | AT    | CH    | UK    | US    |
| --------------------- | ----- | ----- | ----- | ----- | ----- |
| Nummer-eins-Singles   | DE—DE | AT—AT | CH—CH | UK—UK | US—US |
| Top-10-Singles        | DE—DE | AT—AT | CH—CH | UK—UK | US—US |
| Singles in den Charts | DE4DE | AT5AT | CH3CH | UK6UK | US2US |

|                          | DE    | AT    | CH    | UK    | US    |
| ------------------------ | ----- | ----- | ----- | ----- | ----- |
| Nummer-eins-Videoalben   | DE—DE | AT1AT | CH—CH | UK—UK | US—US |
| Top-10-Videoalben        | DE—DE | AT2AT | CH1CH | UK1UK | US—US |
| Videoalben in den Charts | DE—DE | AT2AT | CH1CH | UK3UK | US—US |

### Auszeichnungen für Musikverkäufe
| Land/RegionAuszeichnungen für Musikverkäufe (Land/Region, Auszeichnungen, Verkäufe, Quellen) | Silber     | Gold       | Platin         | Diamant     | Verkäufe   | Quellen                                                   |
| -------------------------------------------------------------------------------------------- | ---------- | ---------- | -------------- | ----------- | ---------- | --------------------------------------------------------- |
| Argentinien (CAPIF)                                                                          | —          | —          | 7× Platin7     | —           | 216.000    | capif.org.ar AR2                                          |
| Australien (ARIA)                                                                            | —          | Gold1      | 18× Platin18   | —           | 1.215.000  | aria.com.au                                               |
| Belgien (BRMA)                                                                               | —          | Gold1      | 7× Platin7     | —           | 305.000    | ultratop.be                                               |
| Brasilien (PMB)                                                                              | —          | 6× Gold6   | Platin1        | —           | 325.000    | pro-musicabr.org.br                                       |
| Dänemark (IFPI)                                                                              | —          | 3× Gold3   | 19× Platin19   | —           | 600.000    | ifpi.dk                                                   |
| Deutschland (BVMI)                                                                           | —          | 5× Gold5   | 6× Platin6     | —           | 1.835.000  | musikindustrie.de                                         |
| Europa (IFPI)                                                                                | —          | —          | 12× Platin12   | —           | 12.000.000 | ifpi.org (Memento vom 1. Januar 2014 im Internet Archive) |
| Finnland (IFPI)                                                                              | —          | Gold1      | —              | —           | 29.291     | ifpi.fi                                                   |
| Frankreich (SNEP)                                                                            | —          | 3× Gold3   | 6× Platin6     | Diamant1    | 2.050.000  | infodisc.fr snepmusique.com                               |
| Griechenland (IFPI)                                                                          | —          | 2× Gold2   | —              | —           | 20.000     | Einzelnachweise                                           |
| Irland (IRMA)                                                                                | —          | Gold1      | 3× Platin3     | —           | 52.500     | irishcharts.ie                                            |
| Italien (FIMI)                                                                               | —          | 3× Gold3   | 3× Platin3     | —           | 270.000    | fimi.it                                                   |
| Japan (RIAJ)                                                                                 | —          | 2× Gold2   | 3× Platin3     | —           | 950.000    | riaj.or.jp                                                |
| Kanada (MC)                                                                                  | —          | 2× Gold2   | 10× Platin10   | Diamant1    | 1.790.000  | musiccanada.com                                           |
| Mexiko (AMPROFON)                                                                            | —          | Gold1      | —              | —           | 50.000     | amprofon.com.mx                                           |
| Neuseeland (RMNZ)                                                                            | —          | 3× Gold3   | 19× Platin19   | —           | 352.500    | aotearoamusiccharts.co.nz NZ2 NZ3                         |
| Niederlande (NVPI)                                                                           | —          | Gold1      | 3× Platin3     | —           | 280.000    | nvpi.nl                                                   |
| Österreich (IFPI)                                                                            | —          | 2× Gold2   | 8× Platin8     | —           | 240.000    | ifpi.at                                                   |
| Polen (ZPAV)                                                                                 | —          | Gold1      | 5× Platin5     | Diamant1    | 240.000    | olis.pl                                                   |
| Portugal (AFP)                                                                               | —          | 2× Gold2   | 2× Platin2     | —           | 130.000    | Einzelnachweise                                           |
| Russland (NFPF)                                                                              | —          | 2× Gold2   | —              | —           | 20.000     | 2m-online.ru                                              |
| Schweden (IFPI)                                                                              | —          | Gold1      | 2× Platin2     | —           | 140.000    | sverigetopplistan.se                                      |
| Schweiz (IFPI)                                                                               | —          | —          | 9× Platin9     | —           | 330.000    | hitparade.ch                                              |
| Spanien (Promusicae)                                                                         | —          | 3× Gold3   | 4× Platin4     | —           | 420.000    | elportaldemusica.es                                       |
| Südkorea (KMCA)                                                                              | —          | —          | —              | —           | 68.774     | Einzelnachweise                                           |
| Türkei (Mü-YAP)                                                                              | —          | —          | Platin1        | —           | 10.000     | mu-yap.org                                                |
| Ungarn (MAHASZ)                                                                              | —          | 2× Gold2   | —              | —           | 6.000      | slagerlistak.hu                                           |
| Vereinigte Staaten (RIAA)                                                                    | —          | 2× Gold2   | 18× Platin18   | Diamant1    | 27.200.000 | riaa.com                                                  |
| Vereinigtes Königreich (BPI)                                                                 | 2× Silber2 | 5× Gold5   | 12× Platin12   | —           | 5.225.000  | bpi.co.uk                                                 |
| Insgesamt                                                                                    | 2× Silber2 | 55× Gold55 | 178× Platin178 | 4× Diamant4 |            |                                                           |